# Balanoptica orbicularis
Balanoptica orbicularis är en fjärilsart som beskrevs av Felder och Alois Friedrich Rogenhofer 1875. Balanoptica orbicularis ingår i släktet Balanoptica och familjen spinnmalar. Inga underarter finns listade i Catalogue of Life.